# Daniel Ryan
Daniel Ryan, nato Daniel O'Brien (Regno Unito, 1968), è un attore e scrittore britannico.

## Carriera
I suoi ruoli televisivi più famosi sono quelli di Darren Alexander nella fiction della BBC Linda Green, di Andrew Gilligan in The Government Inspector, di Andy Coulson in Steel River Blues e di Kenny Reed in The Whistleblowers, tuttavia l'attore ha recitato anche a teatro in classiche tragedie shakespeariane quali Macbeth, Sogno di una notte di mezza estate e Riccardo III.
Nel 2008, è apparso a teatro in Gethsemane, nuova opera di David Hare messa in scena al National Theatre.
Inoltre, ha rimpiazzato l'attore David Michaels nel ruolo di Harry (il marito di Sandy) in alcuni episodi speciali di "reunion" della sitcom della BBC As Time Goes By, insieme a Judi Dench e Geoffrey Palmer. Più di recente è apparso in un episodio di Doctor Who, intitolato "Midnight".
Nel 2010 ha ottenuto grande successo per il suo ruolo in Posh di Laura Wade, messo in scena al Royal Court Theatre di Londra. Il suo ruolo televisivo più recente, invece, è quello di Kevin Hardbeck, padre dell'adolescente Rich Hardbeck (Alexander Arnold), nella quinta stagione della serie televisiva vincitrice di Premio BAFTA Skins (2011).
Oltre ai ruoli televisivi e teatrali, ha interpretato anche un uomo che subisce un serio danno cerebrale dopo un incidente causato da guida in stato di ebbrezza, come parte della campagna Drinking And Driving Wrecks Lives ("Bere e Guidare Rovina le Vite") del Central Office of Information.
Per quanto riguarda la carriera di scrittore, le sue opere sono state messe in scena dalla RSC ed al Festival di Edimburgo.